# Xuriella prima
Espèce
Xuriella prima est une espèce d'araignées aranéomorphes de la famille des Salticidae.

## Distribution
Cette espèce se rencontre en Tanzanie, au Zimbabwe et en Afrique du Sud.

## Description
La carapace du mâle holotype mesure 1,2 mm de long sur 1,3 mm et l'abdomen 1,5 mm de long sur 1,4 mm. Les femelles décrites en même temps que l'holotype sont celles d'Heliophanus pygmaeus.

## Publication originale
- Wesołowska & Russell-Smith, 2000 : Jumping spiders from Mkomazi Game Reserve in Tanzania (Araneae Salticidae).  Tropical Zoology, vol. 13, p. 11-127 (texte intégral).